# 三田文学新人賞
三田文学新人賞（みたぶんがくしんじんしょう）は三田文学会が主催する公募新人文学賞である。1994年に小説、評論の2部門で開始された。第18回では創刊100年を記念し、詩、戯曲の2部門を加えて行われた。発表誌は同会の発行する「三田文学」。現在の選考委員はいしいしんじ、小池昌代、青来有一、持田叙子の4名。

## 小説部門受賞作一覧

### 第1回から第10回
- 第1回（1994年）
  - 当選作 - 石塚浩之 「万華鏡分解」
  - 佳作 - 久礼もよこ 「夜行少女」
- 第2回（1995年）
  - 当選作 - 竹内真「ブラック・ボックス」
  - 佳作 - 塚越淑行「溢流」、横溝友美「五月の福音」、奥憲太「遠い日、戦いの向こう側」
- 第3回（1996年）
  - 当選作 - 柳澤和子「雨知らぬ空」
  - 佳作 - 高須智士「見知らぬ街を歩いた記憶」、加地慶子「消える夏」
- 第4回（1997年）
  - 当選作 - 松本晴子「BONES」、吉川道子「ひつじの姉妹」
  - 佳作 - 笹岡大樹「恢復の季節」
- 第5回（1998年）
  - 当選作 - 林克彦「カウンターフィット・カーヴィング」
  - 佳作 - 福澤英敏「悲しみの花」、小林かをる「舞い散る雪に光が降りて」
- 第6回（1999年） - 該当作なし
- 第7回（2000年）
  - 当選作 - 該当作なし
  - 佳作 - 鈴木和子「オニオンスキン・テイルズ」
- 第8回（2001年）
  - 当選作 - 松本智子「ジャイブ」
- 第9回（2002年）
  - 当選作 - 宮内聡「坂」
- 第10回（2003年）
  - 当選作 - 片野朗延「仮病」、永野新弥「ルッキング・フォー・フェアリーズ」、平井敦貴「冬のコラージュ」

### 第11回から第20回
- 第11回（2004年）
  - 当選作 - 岡﨑竜一「シャンペイン・キャデラック」
- 第12回（2005年）
  - 当選作 - 高木智視「KASAGAMI」、村松真理「雨にぬれても」
- 第13回（2006年）
  - 当選作 - 針谷卓史「針谷の小説」
- 第14回（2007年）
  - 当選作 - 佐々木義登「青空クライシス」
- 第15回（2008年）
  - 当選作 - 多田真梨子「にずわい」
- 第16回（2009年）
  - 当選作 - 西本綾花「過酸化水素水 2H202→2H2O+O2↑」
- 第17回（2010年）- 該当作なし
- 第18回（2011年）
  - 当選作 - 長野慶太「女子行員：滝野」
  - 佳作 - 菅野宗「シネマ・ロマン」
  - 吉増剛造奨励賞 - 片岡周子「玉響」
- 第19回（2012年）
  - 当選作 - 媛ひめる「塔はそこにある」
  - 田中和生奨励賞 - 間ミツル「紫陽花」
- 第20回（2013年）
  - 当選作 - 該当作なし
  - 佳作 - 原里実「タニグチくん」

### 第21回から第30回
- 第21回（2014年）
  - 当選作 - 該当作なし
  - 佳作 - 門倉ミミ「あの日、あの時」
- 第22回（2015年）
  - 当選作 - 該当作なし
  - 佳作 - 岡英里奈「カラー・オブ・ザ・ワールド」
  - いしいしんじ奨励賞 - 荻原美和子「受胎」
  - 佐伯一麦奨励賞 - 藤代淑子「あるく女」
- 第23回（2016年）
  - 当選作 - 該当作なし
  - 佳作 - 髙田友季子「乾き」、田崎弘章「火を囲う者たちへ」
  - 奨励賞 - 黒川英市「リンガの彼方」
- 第24回（2017年）
  - 当選作 - 佐藤述人「ツキヒツジの夜になる」
- 第25回（2018年）
  - 当選作 - 望月なな「炭酸の向こう」
  - 佳作 - 桐本千春「紅い烙印」
- 第26回（2019年）
  - 当選作 - 小森隆司「手に手の者に幸あらん」、田村初美「とぼくれホタル」
  - 佳作 - 高田朔実「綿貫さん」
- 第27回（2020年）
  - 当選作 - 滝口葵已「愛しのクリーレ」
  - 佳作 - 岡田智樹「エレファント・シュノーケリング」
  - 佳作 - 小林浮世「退職前夜」
- 第28回（2021年）
  - 当選作 - 松井十四季「1000年後の大和人」
  - 佳作 - 坂崎かおる「あたう」
- 第29回（2022年）
  - 当選作 - 鳥山まこと「あるもの」
- 第30回（2023年）
  - 当選作 - 該当作なし
  - 佳作 - 石澤遥「金色の目」

## 評論部門受賞作一覧

### 第1回から第10回
- 第1回（1994年）
  - 当選作 - 該当作なし
  - 佳作 - 福田はるか「匿名＜久保田あらゝぎ生＞考」
- 第2回（1995年） - 該当作なし
- 第3回（1996年）
  - 当選作 - 該当作なし
  - 佳作 - 五味渕典嗣「谷崎潤一郎――散文家の執念」
- 第4回（1997年） - 該当作なし
- 第5回（1998年） - 該当作なし
- 第6回（1999年）
  - 当選作 - 永原孝道「お伽ばなしの王様――青山二郎論のために」
- 第7回（2000年）
  - 当選作 - 田中和生「欠落を生きる――江藤淳論」
- 第8回（2001年） - 該当作なし
- 第9回（2002年） - 該当作なし
- 第10回（2003年） - 該当作なし

### 第11回から第20回
- 第11回（2004年） - 該当作なし
- 第12回（2005年） - 該当作なし
- 第13回（2006年） - 該当作なし
- 第14回（2007年） - 若松英輔「越知保夫とその時代――求道の文学」
- 第15回（2008年） - 該当作なし
- 第16回（2009年） - 該当作なし
- 第17回（2010年） - 岡本英敏「モダニストの矜持――勝本清一郎論」
- 第18回（2011年） - 金子遊「弧状の島々 ソクーロフとネフスキー」
- 第19回（2012年）
  - 当選作 - 該当作なし
  - 佳作 - 川崎秋光「「喪失」の系譜 」
- 第20回（2013年） - 該当作なし

### 第21回から第30回
- 第21回（2014年） - 該当作なし
- 第22回（2015年） - 該当作なし
- 第23回（2016年） - 該当作なし
- 第24回（2017年） - 該当作なし
- 第25回（2018年） - 該当作なし
- 第26回（2019年） - 該当作なし
- 第27回（2020年） - 該当作なし
- 第28回（2021年） - 該当作なし
- 第29回（2022年） - 粟津礼記「読む小説　安岡章太郎『果てもない道中記』論」、石橋直樹「〈残存〉の彼方へ―折口信夫の「あたゐずむ」から―」
- 第30回（2023年）
  - 当選作 - 該当作なし
  - 佳作 - 山根息吹「人間漱石におけるケアの痕跡―その文学の和解の力」

## 詩部門受賞作一覧
- 第18回（2011年）
  - 当選作 - 大島賢利「ラーク」、吉田誠一「郷愁」
  - 坂手洋一奨励賞 - 清中愛子「宇宙みそ汁」

## 戯曲部門受賞作一覧
- 第18回（2011年） - 該当作なし